# Europese kampioenschappen mountainbike 2003
De Europese kampioenschappen mountainbike 2003 waren de dertiende editie van de Europese titelstrijd, en werden gehouden in Graz, Oostenrijk, van zaterdag 16 augustus tot en met zondag 24 augustus 2003. Het toernooi begon met de Trials (mannen), een onderdeel dat voor het eerst op het programma stond bij de Europese kampioenschappen mountainbike. Ook de MTB-disciplines Marathon, Four Cross en Downhill maakten voor het eerst integraal onderdeel uit van de Europese titelstrijd.

## Programma
| Datum       | Tijd | Onderdeel                            |
| ----------- | ---- | ------------------------------------ |
| 16 augustus |      | Trials                               |
| 17 augustus |      | Marathon                             |
| 21 augustus |      | Teamestafette                        |
| 22 augustus |      | Four Cross                           |
| 23 augustus |      | Downhill                             |
| 23 augustus |      | Cross Country (junioren en beloften) |
| 23 augustus |      | Cross Country (elite)                |

## Trials

### Mannen (Elite)
- zaterdag 16 augustus

| №      | Naam             | Land | Punten   | Verschil |
| ------ | ---------------- | ---- | -------- | -------- |
| Goud   | Vincent Hermance | FRA  | 3 punten | —        |
| Zilver | Kenny Belaey     | BEL  | 3 punten | —        |
| Brons  | Juan de la Peña  | ESP  | 7 punten | +4       |

### Mannen (U21)
| №      | Naam              | Land | Punten    | Verschil |
| ------ | ----------------- | ---- | --------- | -------- |
| Goud   | Pavel Cep         | CZE  | 11 punten | —        |
| Zilver | Ben Savage        | GBR  | 13 punten | +2       |
| Brons  | Thibault Veuillet | FRA  | 14 punten | +3       |

## Marathon

### Mannen (Elite)
- zondag 17 augustus (104 km)

| №      | Naam           | Land | Tijd     | Verschil |
| ------ | -------------- | ---- | -------- | -------- |
| Goud   | Thomas Dietsch | FRA  | 04.55.17 | —        |
| Zilver | Martin Kraler  | AUT  |          | +01.31   |
| Brons  | Jure Golčer    | SLO  |          | +03.20   |

### Vrouwen (Elite)
- zondag 17 augustus (60 km)

| №      | Naam            | Land | Tijd     | Verschil |
| ------ | --------------- | ---- | -------- | -------- |
| Goud   | Birgit Jüngst   | GER  | 03.17.36 | —        |
| Zilver | Gunn-Rita Dahle | NOR  |          | +01.11   |
| Brons  | Sandra Klose    | GER  |          | +09.04   |

## Four Cross

### Mannen (Elite)
- vrijdag 22 augustus

| №      | Naam          | Land | Tijd | Verschil |
| ------ | ------------- | ---- | ---- | -------- |
| Goud   | Michal Prokop | CZE  |      | —        |
| Zilver | Lukas Tamme   | CZE  |      | —        |
| Brons  | Dale Holmes   | GBR  |      | —        |

### Vrouwen (Elite)
- vrijdag 22 augustus

| №      | Naam                   | Land | Tijd | Verschil |
| ------ | ---------------------- | ---- | ---- | -------- |
| Goud   | Anne-Caroline Chausson | FRA  |      | —        |
| Zilver | Laëtitia Le Corguillé  | FRA  |      | —        |
| Brons  | Jana Horáková          | CZE  |      | —        |

## Downhill

### Mannen (Elite)
- zaterdag 23 augustus

| №      | Naam             | Land | Tijd  | Verschil |
| ------ | ---------------- | ---- | ----- | -------- |
| Goud   | Julien Camellini | FRA  | 04.40 | —        |
| Zilver | Mickael Pascal   | FRA  | 04.40 | —        |
| Brons  | Michael Deldycke | FRA  | 04.45 | +00.05   |

### Mannen (U21)
- zaterdag 23 augustus

| №      | Naam           | Land | Tijd  | Verschil |
| ------ | -------------- | ---- | ----- | -------- |
| Goud   | Gee Atherton   | GBR  | 04.45 | —        |
| Zilver | Romain Lescure | FRA  | 04.54 | +00.09   |
| Brons  | Marcel Beer    | SUI  | 04.57 | +00.12   |

### Vrouwen (Elite)
- zaterdag 23 augustus

| №      | Naam                   | Land | Tijd  | Verschil |
| ------ | ---------------------- | ---- | ----- | -------- |
| Goud   | Anne-Caroline Chausson | FRA  | 05.24 | —        |
| Zilver | Marielle Saner         | SUI  | 05.36 | +00.12   |
| Brons  | Nolvenn Le Caer        | FRA  | 05.46 | +00.22   |

### Vrouwen (U21)
- zaterdag 23 augustus

| №      | Naam                  | Land | Tijd  | Verschil |
| ------ | --------------------- | ---- | ----- | -------- |
| Goud   | Emmeline Ragot        | FRA  | 05.41 | —        |
| Zilver | Laëtitia Le Corguillé | FRA  | 06.10 | +00.29   |
| Brons  | Claire Bauchet        | FRA  | 07.06 | +01.25   |

## Cross Country

### Mannen (U21)
- zaterdag 23 augustus (alleen toptien vermeld)

| №      | Naam                | Land | Tijd     | Verschil |
| ------ | ------------------- | ---- | -------- | -------- |
| Goud   | Jaroslav Kulhavý    | CZE  | 01:30.49 | —        |
| Zilver | Jakob Fuglsang      | DEN  |          | +01:25   |
| Brons  | Hans Becking        | NED  |          | +02:24   |
| 4      | Andrea Tiberi       | ITA  |          | +02:46   |
| 5      | Nino Schurter       | SUI  |          | +03:26   |
| 6      | Emil Lindgren       | SWE  |          | +03:42   |
| 7      | Jiri Friedl         | CZE  |          | +04:15   |
| 8      | Oleksandr Yakymenko | UKR  |          | +04:23   |
| 9      | Florian Ackermann   | GER  |          | +04:33   |
| 10     | Kryspin Pyrgies     | POL  |          | +04:52   |

### Mannen (U23)
- zaterdag 23 augustus (alleen binnengekomen renners opgenomen in einduitslag)

| №      | Naam                | Land | Tijd     | Verschil |
| ------ | ------------------- | ---- | -------- | -------- |
| Goud   | Michael Weiss       | AUT  | 01:48:02 | —        |
| Zilver | Carlos Coloma       | ESP  |          | +00:28   |
| Brons  | Manuel Fumic        | GER  |          | +01:47   |
| 4      | Nicolas Filippi     | FRA  |          | +02:05   |
| 5      | Martin Gujan        | SUI  |          | +03:03   |
| 6      | Lukas Flückiger     | SUI  |          | +03:17   |
| 7      | Florian Vogel       | SUI  |          | +03:43   |
| 8      | Ivan Álvarez        | ESP  |          | +03:56   |
| 9      | Damien Bynens       | BEL  |          | +04:15   |
| 10     | Alexandre Blain     | FRA  |          | +04:24   |
| 11     | Till Marx           | SUI  |          | +04:39   |
| 12     | Gerald Burgsteiner  | AUT  |          | +04:47   |
| 13     | Balz Weber          | SUI  |          | +05:35   |
| 14     | Remy Grosdidier     | FRA  |          | +05:38   |
| 15     | Jelmer Pietersma    | NED  |          | +06:01   |
| 16     | Anze Bizjak         | SLO  |          | +06.12   |
| 17     | Daniel Eriksson     | SWE  |          | +06.25   |
| 18     | Piotr Formicki      | POL  |          | +06.51   |
| 19     | Raffael Schmid      | SUI  |          | +07.06   |
| 20     | Tim Böhme           | GER  |          | +07.39   |
| 21     | Markus Weber        | AUT  |          | +08.12   |
| 22     | Calle Friberg       | SWE  |          | +08.21   |
| 23     | Olegs Malehs        | LAT  |          | +08.46   |
| 24     | Simon Richardson    | GBR  |          | +08.51   |
| 25     | Michal Talavašek    | CZE  |          | +09.14   |
| 26     | Jurg Graf           | SUI  |          | +09.30   |
| 27     | Maxim Gogolev       | RUS  |          | +09.51   |
| 28     | Jacob Johansen      | DEN  |          | +10.29   |
| 29     | Rudi van Houts      | NED  |          | +10.52   |
| 30     | Miha Solar          | SLO  |          | +11.01   |
| 31     | Ejond Zelený        | CZE  |          | +11.23   |
| 32     | Martijn Roelofs     | NED  |          | +11.53   |
| 33     | Marco Isonni        | ITA  |          | +12.05   |
| 34     | Johannes Sickmüller | GER  |          | +12.22   |
| 35     | Nicolas Bazin       | FRA  |          | +12.26   |
| 36     | Aleksejs Saramotins | LAT  |          | +12.32   |
| 37     | Matej Lovse         | SLO  |          | +13.42   |
| 38     | Hannes Genze        | GER  |          | +14.00   |
| 39     | Tomáš Vokrouhlík    | CZE  |          | +14.12   |
| 40     | Jiri Vávra          | CZE  |          | +15.50   |
| 41     | Rok Grilc           | SLO  |          | +16.07   |
| 42     | Dominiek Ranson     | BEL  |          | +16.43   |
| 43     | Maarten Wynants     | BEL  |          | +17.45   |
| 44     | Igor Bogdan         | UKR  |          | +19.15   |

### Mannen (Elite)
- zondag 24 augustus (complete uitslag)

| №                                              | Naam                   | Land | Tijd     | Verschil  |
| ---------------------------------------------- | ---------------------- | ---- | -------- | --------- |
| Goud                                           | Ralph Näf              | SUI  | 02:03:15 | —         |
| Zilver                                         | Julien Absalon         | FRA  |          | +00:28    |
| Brons                                          | Lado Fumic             | GER  |          | +00:43    |
| 4                                              | Bart Brentjens         | NED  |          | +00:51    |
| 5                                              | Bas Peters             | NED  |          | +00:58    |
| 6                                              | Roel Paulissen         | BEL  |          | +01:35    |
| 7                                              | Filip Meirhaeghe       | BEL  |          | +01:43    |
| 8                                              | Cédric Ravanel         | FRA  |          | +01:47    |
| 9                                              | Christoph Soukup       | AUT  |          | +02:38    |
| 10                                             | Carsten Bresser        | GER  |          | +03:29    |
| 11                                             | Johannes Pallhuber     | ITA  |          | +03:34    |
| 12                                             | Antonio Ortiz          | ESP  |          | +03:56    |
| 13                                             | Marco Bui              | ITA  |          | +04:20    |
| 14                                             | Marek Galiński         | POL  |          | +04:33    |
| 15                                             | Peter Riis Andersen    | DEN  |          | +04:39    |
| 16                                             | Silvio Bundi           | SUI  |          | +05:14    |
| 17                                             | Nielsens Vesterlund    | DEN  |          | +05:33    |
| 18                                             | Israel Núñez           | ESP  |          | +05:55    |
| 19                                             | Christian Poulsen      | DEN  |          | +06:13    |
| 20                                             | Maarten Tjallingii     | NED  |          | +06:20    |
| 21                                             | Marcin Karczynski      | POL  |          | +06.30    |
| 22                                             | Radim Korínek          | CZE  |          | +06.36    |
| 23                                             | Erwin Bakker           | NED  |          | +06.39    |
| 24                                             | Yader Zoli             | ITA  |          | +06.43    |
| 25                                             | Oliver Beckingsale     | GBR  |          | +06.49    |
| 26                                             | Mirko Pirazzoli        | ITA  |          | +06.50    |
| 27                                             | Massimo De Bertolis    | ITA  |          | +07.02    |
| 28                                             | Jimmy Tielens          | BEL  |          | +07.12    |
| 29                                             | Valentin Girard        | SUI  |          | +07.15    |
| 30                                             | Michal Bogdziewicz     | POL  |          | +07.22    |
| 31                                             | Martino Fruet          | ITA  |          | +07.29    |
| 32                                             | Thijs Al               | NED  |          | +07.39    |
| 33                                             | Milan Spesný           | CZE  |          | +07.56    |
| 34                                             | Siegfried Bauer        | AUT  |          | +08.00    |
| 35                                             | Nick Craig             | GBR  |          | +08.16    |
| 36                                             | Daniel Soler           | SUI  |          | +08.31    |
| 37                                             | Matthias Mende         | GER  |          | +09.02    |
| 38                                             | Jean-Christophe Péraud | FRA  |          | +09.11    |
| 39                                             | Sandro Spaeth          | SUI  |          | +09.26    |
| 40                                             | Pavel Elsnic           | CZE  |          | +09.59    |
| 41                                             | José Marquez           | ESP  |          | +10.20    |
| 42                                             | Robin Seymour          | IRL  |          | +11.03    |
| 43                                             | Dario Acquaroli        | ITA  |          | +11.43    |
| 44                                             | Luboš Kondis           | SVK  |          | +12.03    |
| 45                                             | Klaus Nielsen          | DEN  |          | +12.15    |
| 46                                             | Zak Toogood            | GBR  |          | +12.41    |
| 47                                             | Reto Manetsch          | SUI  |          | +14.04    |
| 48                                             | Lenart Noc             | SLO  |          | +14.39    |
| Niet gefinisht (één ronde of meer achterstand) |                        |      |          |           |
| —                                              | Philip Dixon           | GBR  |          | +1 ronde  |
| —                                              | Igor Baretto           | ITA  |          | +1 ronde  |
| —                                              | Marc Gölz              | GER  |          | +1 ronde  |
| —                                              | Sergiy Rysenko         | UKR  |          | +1 ronde  |
| —                                              | Robert Vrečer          | SLO  |          | +1 ronde  |
| —                                              | Mitja Tancik           | SLO  |          | +2 ronden |
| —                                              | Vitaliy Tsurkan        | UKR  |          | +2 ronden |
| —                                              | Primoz Kaiser          | SLO  |          | +2 ronden |
| —                                              | Gregor Miklic          | SLO  |          | +2 ronden |
| —                                              | Hrvoje Popovic         | CRO  |          | +3 ronden |
| —                                              | Pavao Roset            | CRO  |          | +3 ronden |
| —                                              | Davy Coenen            | BEL  |          | +4 ronden |
| —                                              | Michalis Hadjioannou   | CYP  |          | +4 ronden |
| —                                              | Doron Amitz            | ISR  |          | +4 ronden |
| —                                              | Alexandros Klonou      | CYP  |          | +4 ronden |
| Niet gefinisht                                 |                        |      |          |           |
| —                                              | Milan Barényi          | SVK  |          | DNF       |
| —                                              | Marti Gispert          | ESP  |          | DNF       |
| —                                              | Christoph Sauser       | SUI  |          | DNF       |
| —                                              | Yohann Vachette        | FRA  |          | DNF       |
| —                                              | Roman Rametsteiner     | AUT  |          | DNF       |
| —                                              | Stefan Sahm            | GER  |          | DNF       |
| —                                              | José Antonio Hermida   | ESP  |          | DNF       |
| —                                              | Jörg Scheiderbauer     | AUT  |          | DNF       |
| —                                              | Thomas Frischknecht    | SUI  |          | DNF       |
| —                                              | Kresimir Kette         | CRO  |          | DNF       |

### Vrouwen (U21)
- zaterdag 23 augustus (alleen toptien vermeld)

| №      | Naam                | Land | Tijd     | Verschil |
| ------ | ------------------- | ---- | -------- | -------- |
| Goud   | Bettina Schmid      | SUI  | 01:29:52 | —        |
| Zilver | Tereza Hucíková     | CZE  |          | +01:06   |
| Brons  | Marianne Vos        | NED  |          | +01:29   |
| 4      | Eva Lechner         | ITA  |          | +02:07   |
| 5      | Emilie Siegenthaler | SUI  |          | +03:28   |
| 6      | Petra Bublova       | CZE  |          | +04:15   |
| 7      | Barbora Bohata      | CZE  |          | +04:19   |
| 8      | Nathalie Schneitter | SUI  |          | +04:58   |
| 9      | Tereza Jansova      | CZE  |          | +05:58   |
| 10     | Bianca Knöpfle      | GER  |          | +07:17   |

### Vrouwen (Elite)
- zondag 24 augustus (complete uitslag)

| №                                              | Naam                 | Land | Tijd     | Verschil  |
| ---------------------------------------------- | -------------------- | ---- | -------- | --------- |
| Goud                                           | Gunn-Rita Dahle      | NOR  | 01:41:57 | —         |
| Zilver                                         | Irina Kalentjeva     | RUS  |          | +00:40    |
| Brons                                          | Margarita Fullana    | ESP  |          | +01:18    |
| 4                                              | Ivonne Kraft         | GER  |          | +01:36    |
| 5                                              | Barbara Blatter      | SUI  |          | +01:47    |
| 6                                              | Maja Włoszczowska    | POL  |          | +01:57    |
| 7                                              | Sabine Spitz         | GER  |          | +03:23    |
| 8                                              | Elsbeth Vink         | NED  |          | +03:43    |
| 9                                              | Anna Szafraniec      | POL  |          | +04:39    |
| 10                                             | Magda Sadlecka       | POL  |          | +04:48    |
| 11                                             | Anna Enocsson        | SWE  |          | +05:02    |
| 12                                             | Maria Östergren      | SWE  |          | +05:43    |
| 13                                             | Petra Henzi          | SUI  |          | +06:18    |
| 14                                             | Nadja Walker         | SUI  |          | +06:36    |
| 15                                             | Nina Göhl            | GER  |          | +07:02    |
| 16                                             | Séverine Hansen      | FRA  |          | +07:12    |
| 17                                             | Janet Puiggros       | ESP  |          | +07:20    |
| 18                                             | Maroussia Rusca      | SUI  |          | +08:35    |
| 19                                             | Sabrina Enaux        | FRA  |          | +08:42    |
| 20                                             | Alexandra Hober      | ITA  |          | +08:59    |
| 21                                             | Silvia Rovira        | ESP  |          | +09.07    |
| 22                                             | Ilona Bublová        | CZE  |          | +09.34    |
| 23                                             | Katrin Leumann       | SUI  |          | +09.51    |
| 24                                             | Hilde Van Deun       | BEL  |          | +10.22    |
| 25                                             | Laura Turpijn        | NED  |          | +10.49    |
| 26                                             | Jenny Copnall        | GBR  |          | +11.24    |
| 27                                             | Saskia Elemans       | NED  |          | +12.20    |
| 28                                             | Birgit Jüngst        | GER  |          | +13.00    |
| 29                                             | Monica Brunati       | ITA  |          | +13.00    |
| 30                                             | Bärbel Jungmeier     | AUT  |          | +13.44    |
| 31                                             | Maria Osl            | AUT  |          | +14.15    |
| 32                                             | Mirjam Dieleman      | NED  |          | +14.35    |
| 33                                             | Lene Byberg          | NOR  |          | +14.49    |
| 34                                             | Maaris Meier         | EST  |          | +15.06    |
| 35                                             | Hélène Marcouyre     | FRA  |          | +15.55    |
| 36                                             | Regina Marunde       | GER  |          | +16.11    |
| 37                                             | Petra Schörkmayr     | AUT  |          | +18.23    |
| 38                                             | Elina Sophokleous    | CYP  |          | +19.44    |
| Niet gefinisht (één ronde of meer achterstand) |                      |      |          |           |
| —                                              | Jenny McCouley       | IRL  |          | +1 ronde  |
| —                                              | Carina Ketonen       | FIN  |          | +1 ronde  |
| —                                              | Lioubov Khlopovskaia | RUS  |          | +1 ronde  |
| —                                              | Janka Stevková       | SVK  |          | +1 ronde  |
| —                                              | Laurie Copans        | ISR  |          | +2 ronden |
| —                                              | Sandra Sarko         | CRO  |          | +3 ronden |
| Niet gefinisht                                 |                      |      |          |           |
| —                                              | Evelyne Staffler     | ITA  |          | DNF       |
| —                                              | Mette Andersen       | DEN  |          | DNF       |
| —                                              | Tarja Owens          | IRL  |          | DNF       |
| —                                              | Kateryna Yarova      | UKR  |          | DNF       |
| —                                              | Franziska Röthlin    | SUI  |          | DNF       |
| —                                              | Blaža Klemenčič      | SLO  |          | DNF       |

### Teamestafette
- donderdag 21 augustus

| №      | Naam                                                                 | Land | Tijd     | Verschil |
| ------ | -------------------------------------------------------------------- | ---- | -------- | -------- |
| Goud   | Ralph Näf Balz Weber Nino Schurter Barbara Blatter                   | SUI  | 01:09.29 | —        |
| Zilver | Marcin Karczynski Piotr Formicki Anna Szafraniec Kryspin Pyrgies     | POL  |          | +00.36   |
| Brons  | Carlos Coloma Ángel Espigares Margarita Fullana José Antonio Hermida | ESP  |          | +00.56   |

## Medaillespiegel
| Plaats | Land                | Goud | Zilver | Brons | Totaal |
| 1      | Frankrijk           | 6    | 5      | 4     | 15     |
| 2      | Tsjechië            | 3    | 2      | 1     | 6      |
| 3      | Zwitserland         | 3    | 1      | 1     | 5      |
| 4      | Verenigd Koninkrijk | 1    | 1      | 1     | 3      |
| 5      | Noorwegen           | 1    | 1      | 0     | 2      |
| 5      | Oostenrijk          | 1    | 1      | 0     | 2      |
| 7      | Duitsland           | 1    | 0      | 3     | 4      |
| 8      | Spanje              | 0    | 1      | 3     | 4      |
| 9      | België              | 0    | 1      | 0     | 1      |
| 9      | Denemarken          | 0    | 1      | 0     | 1      |
| 9      | Polen               | 0    | 1      | 0     | 1      |
| 9      | Rusland             | 0    | 1      | 0     | 1      |
| 13     | Nederland           | 0    | 0      | 2     | 2      |
| 14     | Slovenië            | 0    | 0      | 1     | 1      |
| Totaal | Totaal              | 16   | 16     | 16    | 48     |

1989 · 
1990 ·
1991 · 
1992 ·
1993 ·
1994 ·
1995 ·
1996 ·
1997 ·
1998 ·
1999 ·
2000 ·
2001 ·
2002 ·
2003 ·
2004 ·
2005 ·
2006 ·
2007 ·
2008 ·
2009 ·
2010 ·
2011 ·
2012 ·
2013 ·
2014 ·
2015 ·
2016 ·
2017 ·
2018 ·
2019 ·
2020 ·
2021 ·
2022 ·
2023